# Pierre Brully
Pierre Brully ou Brusly (en latin Petrus Brulius), ancien dominicain, réformateur protestant né à Mercy-le-Haut vers 1515 / 1520 et mort à Tournai le 19 février 1545.

## Biographie
L'enfance de Pierre Brully est pratiquement inconnue : descendant peut-être d'une famille d'échevins de Metz, il fit probablement ses études dans cette ville. Il entra au couvent des dominicains de la rue des Ours (abbaye Saint Arnould, l'actuel Cercle mixte de garnison de Metz).
Selon certaines sources, il aurait obtenu le grade de Maître-es-Arts en 1539, ce qui laisserait supposer qu'il a étudié à Bâle, Fribourg ou Louvain. Il devint lecteur de son couvent.
Vers 1540, lui et le prieur du couvent rompirent avec le catholicisme. Brully se maria et dut quitter la Lorraine au début de 1541. Il se rendit avec d'autres Messins à Ratisbonne, où était réunie la diète impériale : ils vinrent plaider auprès des diplomates de la Ligue de Smalkalde le droit de professer leur foi dans leur ville. Brully entra en relation avec Bucer, présent à Ratisbonne, puis avec Martin Frecht à Ulm qui le recommandèrent à Calvin.
Ce dernier, contraint de quitter Genève, était à la tête de l'Église française réformée de Strasbourg qui regroupaient tous les réformés exilés des diverses régions francophones. Brully arriva à Strasbourg en juillet 1541, fit bonne impression sur Calvin et devint son assistant. En septembre de la même année, Calvin retourna à Genève et Brully lui succéda à la tête de la petite communauté francophone.
Il se maria une seconde fois (on ne sait pas ce qu'il est advenu à sa première épouse) et vécut plutôt pauvrement. Lorsqu'il apprit qu'un poste de pasteur à Metz était disponible, il tenta de l'obtenir, mais sans succès.
En 1544, les réformés de Tournai firent appel à l'Église strasbourgeoise afin qu'on leur envoie un pasteur. Martin Bucer, ministre du culte et théologien à Strasbourg, leur recommanda Brully. Ce dernier quitta Strasbourg en septembre 1544 et, arrivé à Tournai, commença à organiser une communauté clandestine, les réformés étant persécutés sur ces terres héréditaires de l'empereur Charles Quint. Il ira ensuite prêcher à Valenciennes, Lille, Douai et Arras.
De retour à Tournai fin octobre 1544, un prêtre, infiltré lors d'une réunion, le dénonça aux autorités. Obligé de se cacher, il tenta de fuir la ville mais échoua à la suite d'un accident. Il fut condamné au bûcher le 19 février 1545.